# Rue d'Harscamp (Liège)
La rue d'Harscamp est une rue faisant partie du quartier administratif du Longdoz à Liège en Belgique.

## Odonymie
La rue fait référence au comte d'Harscamp, qui contribua au développement de l'hospice des incurables situé rue du Vertbois.

## Description
La rue était bordée par le site de la gare de Liège-Longdoz jusqu'à sa destruction dans les années 1970. La rue était aussi bordée par le site de l'aciérie Espérance-Longdoz, connectée à la gare par une desserte marchandise traversant la rue.
Au no 92 se trouve l'école HELMo - ESAS (Haute école libre mosane - École supérieure d'action sociale), et au no 10 se trouvait l'école artistique Martine Wolff.
Lorsque la construction en 2009 du centre commercial Médiacité a sectionné la rue, sa section méridionale a été renommée en rue du Nord-Belge.

## Voies adjacentes
- Quai Orban
- Rue Libotte
- Rue de Seraing
- Rue Armand Stouls